# 伊曼德拉湖

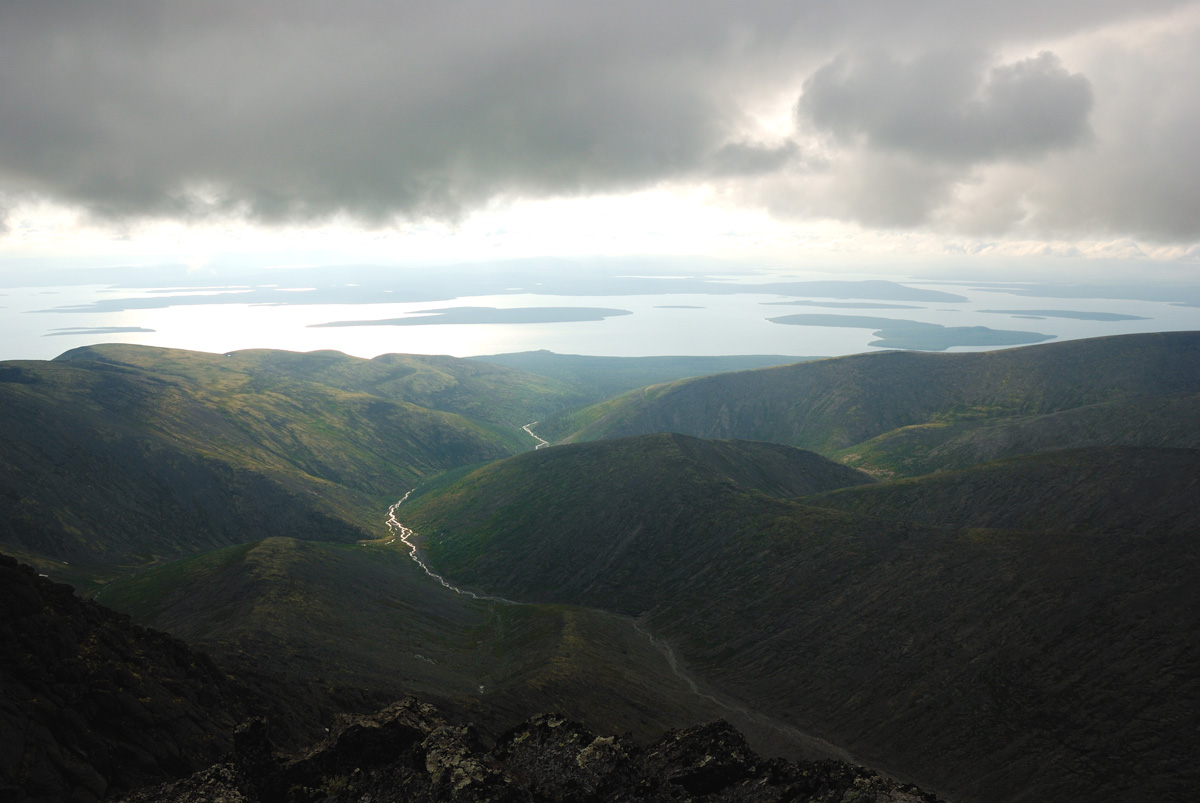
伊曼德拉湖

伊曼德拉湖是俄羅斯的一座湖泊，位於摩爾曼斯克州科拉半島的西南部，北极圈内，海拔127米，面積876平方公里，最深处67米深。伊曼德拉湖水從尼瓦河流往白海坎達拉克沙灣，湖岸地形复杂，湖中有众多島嶼，其中最大的面积26平方千米，大量魚類在清澈的湖水中生活。湖分三段，之间有狭窄的水道相连。

## 电力
从1952年开始伊曼德拉湖的水位受控制，湖水被用来发电。沿尼瓦河建有三座水电厂。
1973年建成的科拉核发电厂位于尼瓦河流出伊曼德拉湖不远处。

## 消闲
伊曼德拉湖以水清和鱼多著称。蒙切戈爾斯克位于湖的西北部，是一个冬季运动中心。阿帕季特离湖的东岸不远。波利亞爾內耶佐里在尼瓦河流出伊曼德拉湖数千米后的河岸上。